# Олексіївка (Глушковський район)
Алєксєєвка — село в Глушковському районі Курської області Росії. Адміністративний центр і єдиний населений пункт Алєксєєвської сільради.

## Географія
Село знаходиться на південному заході Курської області, в південно-західній частині Середньоросійської височини, в лісостеповій зоні, на лівому березі річки Сейм, на відстані приблизно 19 кілометрів (по прямій) на північний захід від Глушкового адміністративного центру району. Абсолютна висота — 140 метрів над рівнем моря.

### Клімат
Клімат характеризується як помірно континентальний, з теплим літом та помірно холодною зимою. Середньорічна температура -4,5 °C. Середня температура повітря найтеплішого місяця (липня) -22 °C; найхолоднішого (січня) — −12 °C. Середньорічна кількість атмосферних опадів становить 600 мм, з яких більша частина випадає в теплий період.

### Часовий пояс
Село Алєксєєвка, як і вся Курська область, знаходиться у часовій зоні МСК (московський час). Зміщення застосованого часу щодо UTC складає +3:00.

## Історія
Дата першої згадки - 1759 рік
За інформацією губернатора Курської області Романа Старовойта близько 5 години ранку 17 травня 2022 року із крупнокаліберної зброї було обстріляне село Алєксєєвка в Глушковському районі Курської області. «У відповідь нашими прикордонниками обстріл був швидко подавлений», — написав він.

## Населення
| Численность населения | Численность населения | Численность населения | Численность населения | Численность населения | Численность населения | Численность населения |
| 2002                  | 2010                  | 2012                  | 2013                  | 2014                  | 2015                  | 2016                  |
| --------------------- | --------------------- | --------------------- | --------------------- | --------------------- | --------------------- | --------------------- |
| 737                   | ↘483                  | ↘467                  | ↘459                  | ↘442                  | ↘434                  | ↘424                  |
| 2017                  | 2018                  | 2019                  | 2020                  | 2021                  |                       |                       |
| ↘417                  | ↘411                  | ↘397                  | ↘392                  | ↗396                  |                       |                       |

### Статевий склад
За даними Всеросійського перепису населення 2010 року, у статевій структурі населення чоловіки становили 45,8 %, жінки — відповідно 54,2 %.

### Національний склад
Відповідно до результатів перепису 2002 року, у структурі населення росіяни становили 98 %.